# Holtmühle (Mühle)
Die Holtmühle ist eine Wassermühle mit einem mittelschlächtigen Wasserrad.

## Geographie
Die Holtmühle hat ihren Standort im gleichnamigen Ortsteil Holtmühle in der Mittelstadt Wegberg im Kreis Heinsberg an der K 10. Das Mühlengebäude steht auf der rechten Seite vom Mühlenbach. Der Mühle vorgelagert ist ein großer Mühlenweiher, dessen Wasserspiegel bei 66 m ü. NN liegt.

## Gewässer
Die Holtmühle liegt am Mühlenbach, der in Herrath beginnt und an der Molzmühle in die Schwalm fließt. Der Mühlenbach hat eine Länge von 13.475 m. Der Bachbeginn liegt bei 77 m ü. NN, die Mündung bei 61 m ü. NN. Der Mühlenbach bildet zwischen Kipshoven und der Holtmühle die Stadtgrenze zwischen dem Kreis Heinsberg und der Stadt Mönchengladbach. Der vorgelagerte Mühlenweiher wird vom Mühlenbach in Ost-West-Richtung durchquert. Ursprünglich wurden am Mühlenbach fünf Mühlen mit Wasserkraft betrieben. Die Pflege und Unterhaltung des Gewässers obliegt dem Schwalmverband, der in Brüggen seinen Sitz hat.

## Geschichte
Ihren Namen „Holtmühle“ scheint sie von der Lage im heute noch waldreichen Gebiet zwischen Wegberg und Rheindahlen bekommen zu haben. Nicht von ungefähr hießen die Nachbarmühle „Buschmühle“ und die Nachbarsiedlung „Busch“. Ob sie deswegen auch eine Sägmühle war, ist wenig wahrscheinlich. Viel mehr dürfte sie seit 1397 als Öl- und Kornmühle gedient haben. Erst in ihren letzten Jahrzehnten befasste sie sich ausschließlich mit dem Mahlen von Getreide. Da sie über einen der größten Stauweiher im Raum Wegberg (außer Tüschenbroich) verfügte, hatte sie gute Voraussetzungen, bis zuletzt ihr großes mittelschlächtiges Wasserrad mit sechs Metern Durchmesser benutzen zu können, das  noch bis 1954 gelaufen ist. Dann wurde die Holtmühle endgültig zur Ausflugsgaststätte. Erfahrungen in der Gastronomie war vorhanden. Schon zwischen 1870 und 1894 hatte der Holtmüller eine Sommerwirtschaft betrieben, mit Kaffee und freier Kahnpartie auf dem Weiher.

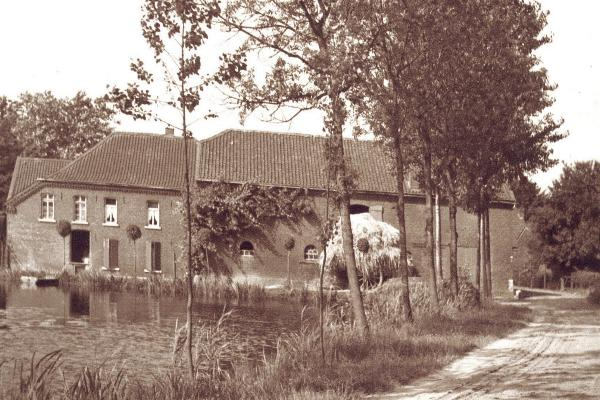
Holtmühle in früherer Zeit
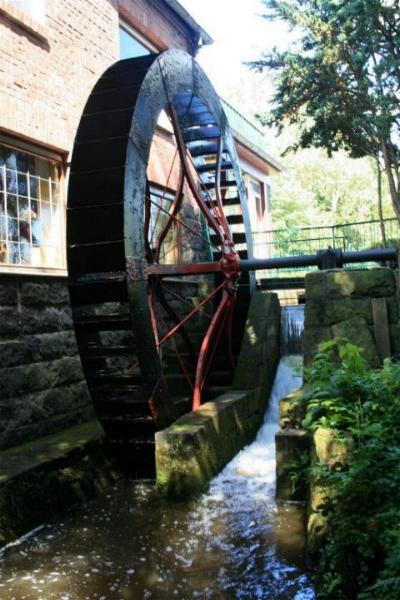
Mühlrad der Holtmühle
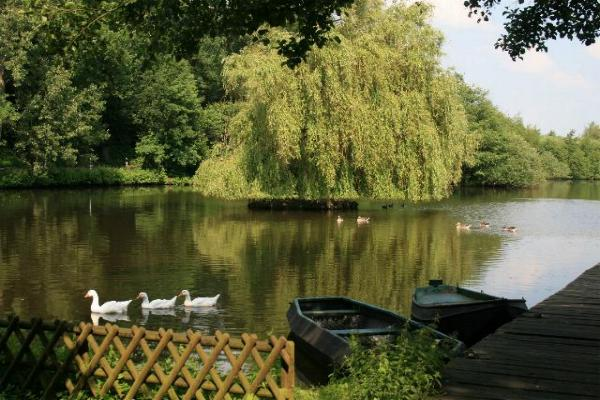
Holtmühlenweiher
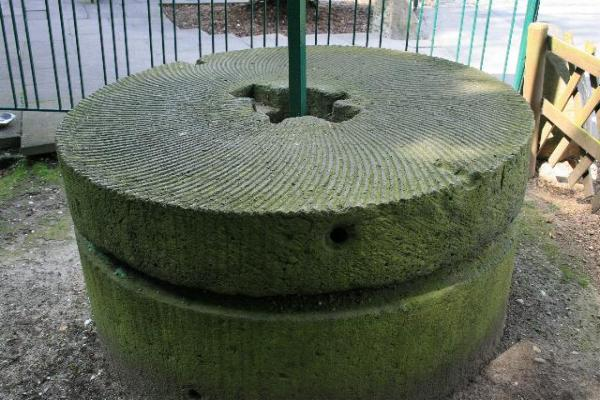
Mühlsteine an der Holtmühle